# Hedwig's Theme
Hedwig's theme è un brano musicale, tema principale di tutti i film di Harry Potter, scritto da John Williams.

## Caratteristiche
Il brano ha uno stile classico e, per la sua realizzazione, vengono impiegati numerosi strumenti tra i quali spicca l'utilizzo della celesta.